# پالیت
پالیت (انگلیسی: Palit) شرکت سخت‌افزار تایوانی است، که در سال ۱۹۸۸ تأسیس شد.